# Iochroma ellipticum
Iochroma ellipticum är en potatisväxtart som först beskrevs av Joseph Dalton Hooker, och fick sitt nu gällande namn av A.T. Hunziker. Iochroma ellipticum ingår i släktet Iochroma och familjen potatisväxter. Inga underarter finns listade i Catalogue of Life.